# Chiesa di San Bernardino da Siena (Mesocco)
La chiesa di San Bernardino da Siena è un edificio religioso che si trova a San Bernardino, frazione di Mesocco, nel Cantone dei Grigioni.

## Storia
La chiesa venne costruita fra il 1867 ed il 1897. La struttura a pianta circolare in stile neoclassico è ispirata alla chiesa di San Carlo a Milano.

## Descrizione
La chiesa ha una pianta di tipo centrale, sormontata da una cupola a tamburo.